# Omolon laporti
Omolon laporti är en insektsart som beskrevs av Ernst Friedrich Germar 1835. Omolon laporti ingår i släktet Omolon och familjen hornstritar. Inga underarter finns listade i Catalogue of Life.